# Synagoge (Ilvesheim)

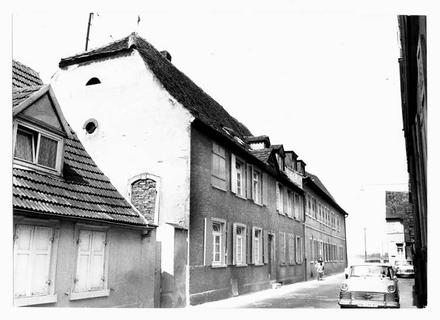
Synagoge in Ilvesheim (Haus mit Rundfenster im Giebel) im Jahr 1965 (Foto: Landesarchiv Baden-Württemberg)

Die Synagoge in Ilvesheim, einer Gemeinde im Rhein-Neckar-Kreis im nördlichen Baden-Württemberg, wurde 1810 errichtet. Die profanierte Synagoge an der Hauptstraße 35 ist seit 2019 als Kulturdenkmal geschützt.

## Geschichte
Beim Novemberpogrom 1938 wurde die Synagoge von SA-Männern demoliert. Wegen der Gefahr für die direkt angebauten Nachbarhäuser wurde die Synagoge weder niedergebrannt noch gesprengt.
Nach 1945 kam das Synagogengebäude in den Besitz der jüdischen Vermögensverwaltung Jewish Restitution Successor Organization (JRSO) und wurde 1951 weiterverkauft. Die ehemalige Synagoge wurde von dem neuen Besitzer zu einem Wohnhaus umgebaut.